# Lammbog

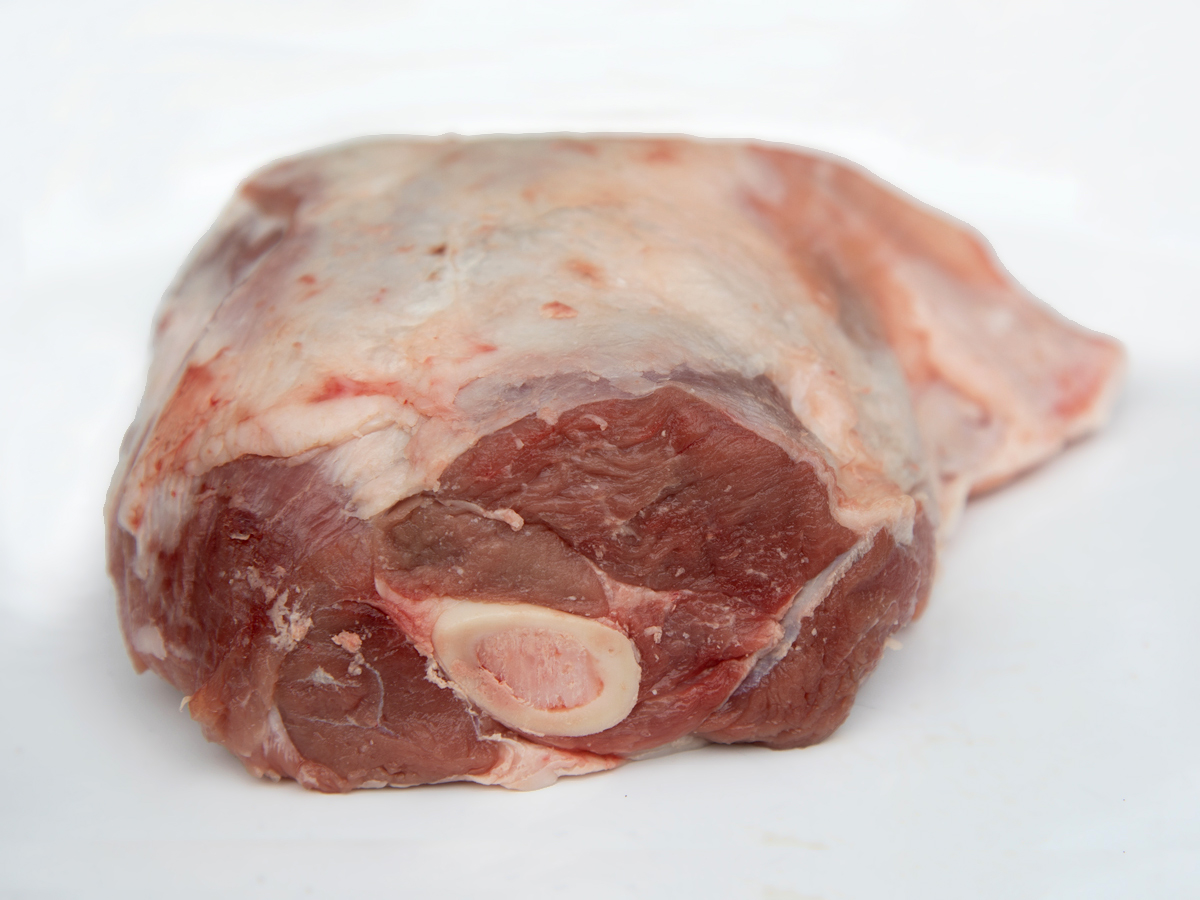
Bog av lamm

Lammbog är en styckdetalj av lammkött som tas från övre delen av djurets bröstkorg och axelparti. Ofta ingår även framläggen (övre delen av benet). Den kan också säljas skivad, som bogstek.
Lammbog är ett smakrikt och marmorerat kött med fettpartier och relativt hög fetthalt, omkring 17 procent. Liksom rygg, bringa och lägg är bogen ett utpräglat kokkött, som ofta säljs som grytbitar. Den kan också knytas ihop med steksnöre och lagas som stek.
Till traditionella rätter av lammbog hör lammfrikassé, dillkött och får i kål.
Portionsstorleken kan beräknas till 150–200 g för hel bog, eller 100–125 g om bogen är delad till grytbitar.